# Combinado nórdico nos Jogos Olímpicos de Inverno da Juventude de 2016

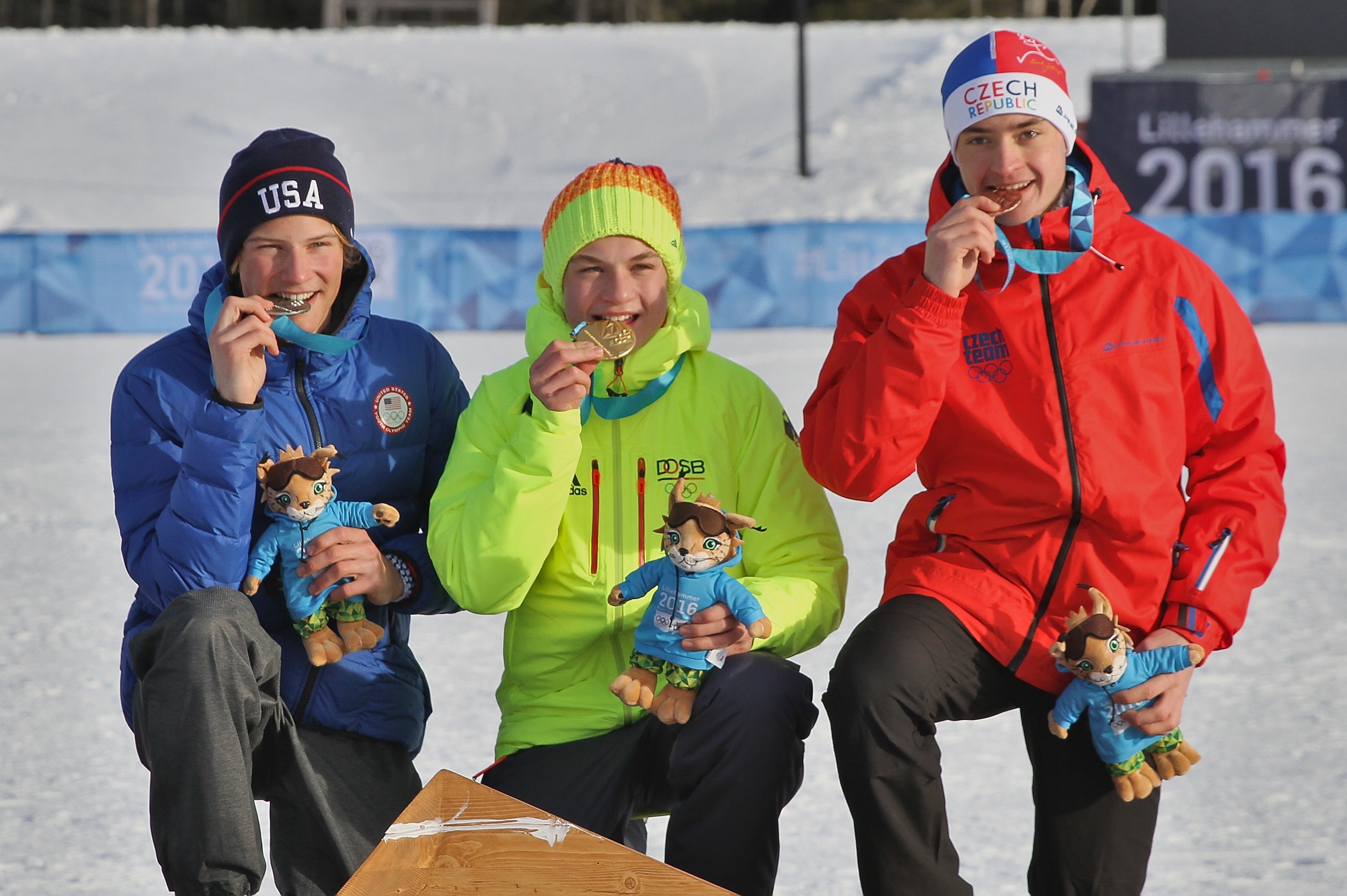
Lillehammer 2016 Medalhistas do combinado nórdico - Tim Kopp (GER), Ben Loomis (USA) and Ondřej Pažout (CZE)

As competições de combinado nórdico nos Jogos Olímpicos de Inverno da Juventude de 2016 foram disputadas no Estádio Cross-Country Birkebeineren e na Arena de Salto de Esqui Lysgårdsbakkene, em Lillehammer, na Noruega, nos dias 16 e 20 de fevereiro. Foi realizado um evento individual masculino e outro por equipes mistas, integrando os competidores do esqui cross-country e do salto de esqui.

## Calendário
| Fevereiro         | 12 | 13 | 14 | 15 | 16 | 17 | 18 | 19 | 20 | 21 |
| ----------------- | -- | -- | -- | -- | -- | -- | -- | -- | -- | -- |
| Combinado nórdico |    |    |    |    | 1  |    |    |    | 1  |    |

|  | Dia de final |

## Qualificação
Cada país pode mandar 1 atleta masculino. Os dez melhores países no Troféu Marc Hodler de Saltos em Esqui no Mundial de Esqui Nórdico Júnior de 2015 mais o país-sede (Noruega) se classificaram automaticamente. As vagas restantes foram distribuídas entre os países que não se classificaram, a critério de escolha da FIS, sem exceder o máximo de vagas, que são 20.

### Sumário
| CON                | Masculino | Total |
| ------------------ | --------- | ----- |
| GER Alemanha       | 1         | 1     |
| AUT Áustria        | 1         | 1     |
| KAZ Cazaquistão    | 1         | 1     |
| SLO Eslovênia      | 1         | 1     |
| USA Estados Unidos | 1         | 1     |
| EST Estônia        | 1         | 1     |
| FIN Finlândia      | 1         | 1     |
| FRA França         | 1         | 1     |
| ITA Itália         | 1         | 1     |
| JPN Japão          | 1         | 1     |
| NOR Noruega        | 1         | 1     |
| POL Polônia        | 1         | 1     |
| CZE Chéquia        | 1         | 1     |
| RUS Rússia         | 1         | 1     |
| UKR Ucrânia        | 1         | 1     |
| Total de atletas   | 15        | 15    |
| Total de CONs      | 15        | 15    |

## Medalhistas
Masculino
| Evento                                    | Ouro                  | Prata                         | Bronze                    |
| ----------------------------------------- | --------------------- | ----------------------------- | ------------------------- |
| Individual (pista normal + 5 km) detalhes | Tim Kopp GER Alemanha | Ben Loomis USA Estados Unidos | Ondřej Pažout CZE Chéquia |

Misto
| Evento                          | Ouro                                                                                | Prata                                                                                              | Bronze                                                                             |
| ------------------------------- | ----------------------------------------------------------------------------------- | -------------------------------------------------------------------------------------------------- | ---------------------------------------------------------------------------------- |
| Nórdico por equipes(1) detalhes | Sofia Tikhonova Vitalii Ivanov Maksim Sergeev Maya Yakunina Igor Fedotov RUS Rússia | Anna Odine Strøm Einar Lurås Oftebro Marius Lindvik Martine Engebretsen Vebjørn Hegdal NOR Noruega | Agnes Reisch Tim Kopp Jonathan Siegel Anna-Maria Dietze Philipp Unger GER Alemanha |

Nota 1:  Incluíndo atletas do esqui cross-country e do salto de esqui.

## Quadro de medalhas
| Ordem | País               | Medalha de ouro | Medalha de prata | Medalha de bronze |   |
| ----- | ------------------ | --------------- | ---------------- | ----------------- | - |
| 1     | GER Alemanha       | 1               |                  | 1                 | 2 |
| 2     | RUS Rússia         | 1               |                  |                   | 1 |
| 3     | NOR Noruega        |                 | 1                |                   | 1 |
|       | USA Estados Unidos |                 | 1                |                   | 1 |
| 5     | CZE Chéquia        |                 |                  | 1                 | 1 |
| TOTAL | TOTAL              | 2               | 2                | 2                 | 6 |